# EADS Do-DT 45

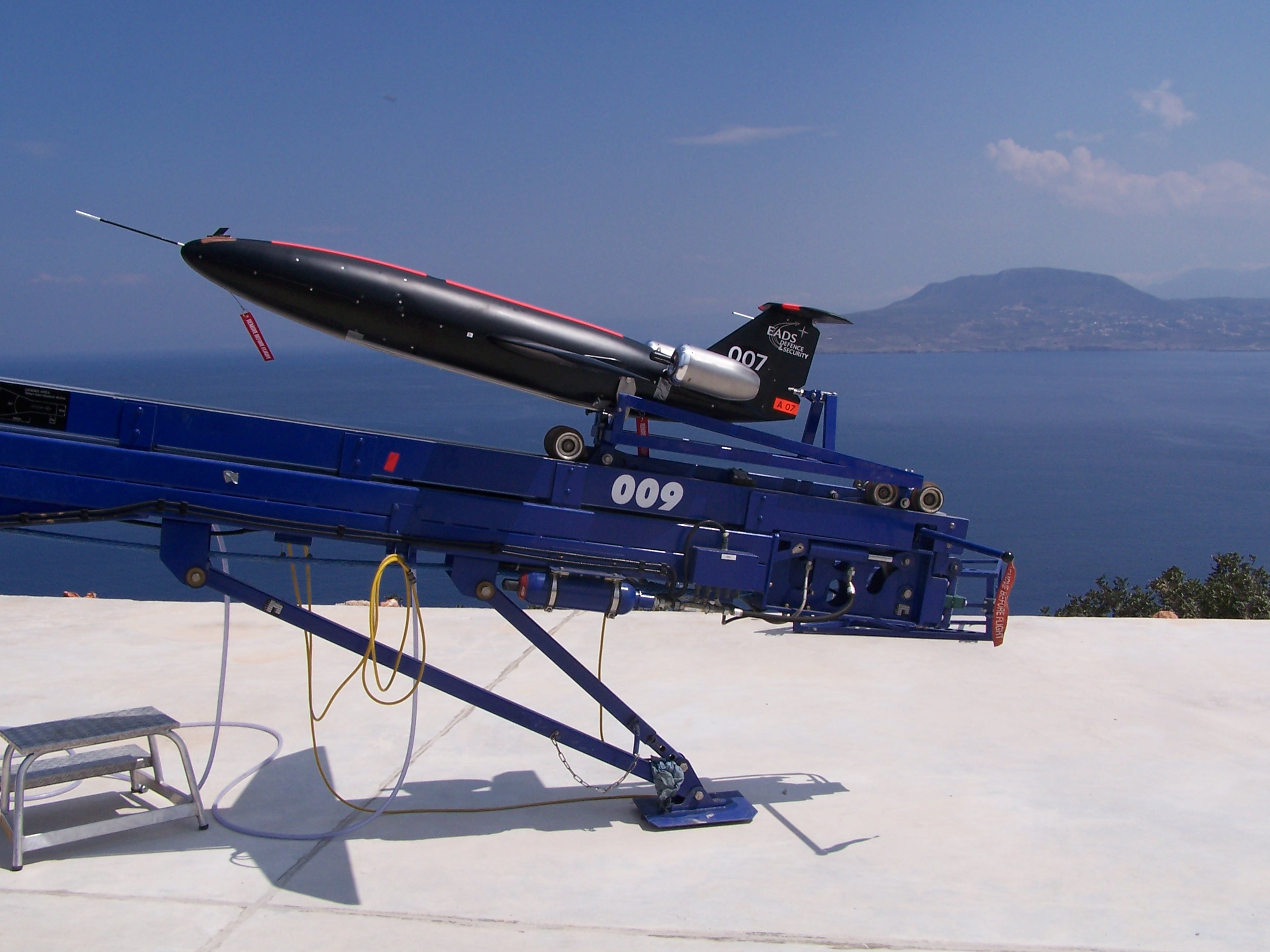
EADS DO-DT 45

Die Do-DT 45 ist eine von der EADS hergestellte Zieldarstellungsdrohne. Sie stellt beim Luftverteidigungstraining das zu bekämpfende Ziel dar.
Sie ist zweistrahlig ausgelegt und erreicht Geschwindigkeitsbereiche um 430 kts (215 m/s, ca. 770 km/h). Sie kann als Radar- oder Infrarot- bzw. Wärmeziel konfiguriert werden. Durch den eingebauten Radar-Höhenmesser ist sie in der Lage, sehr tief zu fliegen, um über Wasser einen anfliegenden Seezielflugkörper (Sea skimming anti ship missile) zu simulieren.
Um ein Infrarot- bzw. Wärmeziel darzustellen, verfügt die Do-DT45 über eine Hot nose, welche elektrisch betrieben wird. Die Spannungsversorgung erfolgt über die Triebwerke, die mit Generatoren ausgerüstet sind.
Der Start erfolgt mittels eines pneumatischen Katapultes. Angetrieben wird die Drohne von zwei Strahltriebwerken und erreicht eine Höchstgeschwindigkeit von ca. 770 km/h. Die Navigation kann mittels einprogrammierter Wegpunkte über GPS erfolgen. Manuelle Steuerung ist aber ebenfalls möglich.  Nach dem Flug landet die Drohne an einem Fallschirm.
| Kenngröße               | Daten                                              |
| ----------------------- | -------------------------------------------------- |
| Länge                   | 2,15 m                                             |
| Spannweite              | 1,5 m                                              |
| Nutzlast                | 8 kg                                               |
| maximale Startmasse     | 75 kg                                              |
| Geschwindigkeitsbereich | 60–210 m/s (ca. 215–770 km/h)                      |
| Antrieb                 | 2 Strahltriebwerke mit 220 N                       |
| Flughöhe MSL            | Ab 17 ft bis zu 25.000 ft (ca. 6 m bis zu 8.300 m) |
| Höchstflugdauer         | 60 min                                             |